# Dubbs Beck
Der Dubbs Beck ist ein Wasserlauf im Lake District, Cumbria, England.
Der Dubbs Beck entsteht nördlich des Dubbs Reservoir, durch das er fließt. Der Wasserlauf fließt generell in südlicher Richtung bis zu seiner Mündung in das Borrans Reservoir.